# Clou français

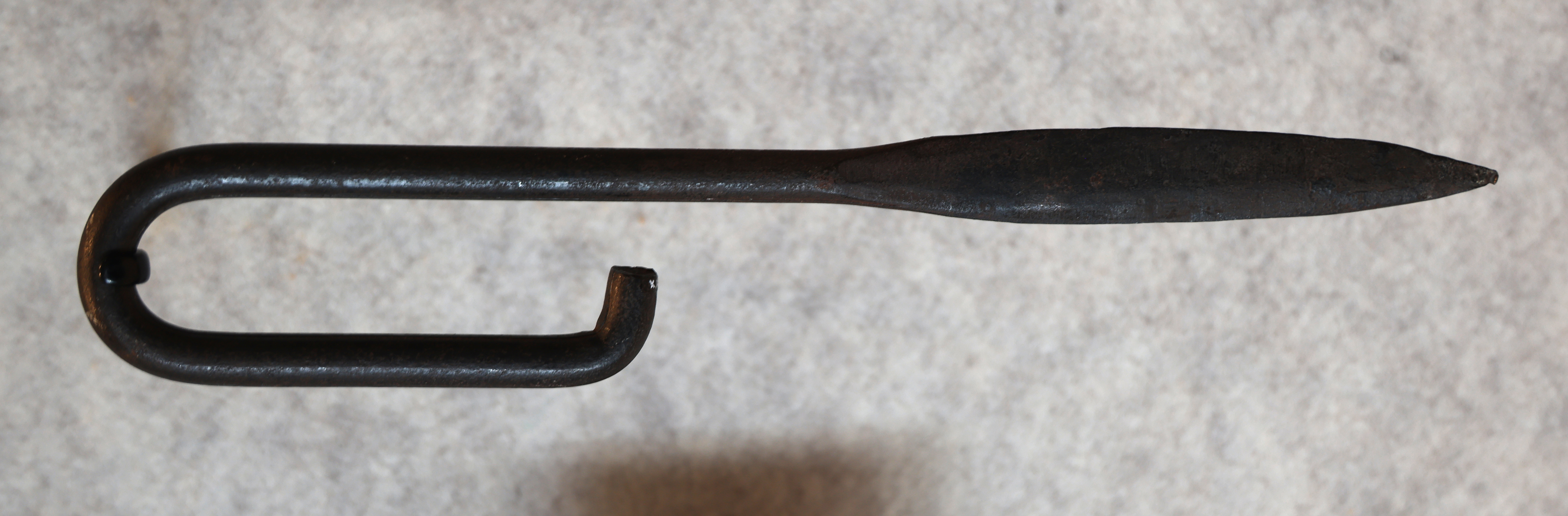
Clou français im Museum Royal Armouries in Leeds

Der clou français (frz. für französischer Nagel) ist eine im Ersten Weltkrieg entwickelte vereinfachte Variante des Kampfmessers. Die Waffe wurde von den Soldaten der französischen Armee für den Nahkampf verwendet. Es handelt sich um eine aus Stahl gefertigte einfache Stichwaffe. Sie gilt als Gegenstück zum deutschen Grabendolch.

## Geschichte und Verwendung
Die französischen Soldaten sollten ursprünglich mit dem Poignard-Baïonnette Lebel M1886/14 ausgestattet werden. Hierbei handelte es sich um ein Stilett mit Holzgriff. Auf Seiten der Führung der Armee hatte man nicht mit einer derartig großen Anzahl von Grabenkämpfen im Krieg gerechnet. Der Bedarf konnte nicht mit den dafür vorgesehenen Poignard-Bajonetten gedeckt werden. Außerdem waren die traditionellen Bajonette aufgrund ihrer Länge nicht gut für den Nahkampf geeignet. In ihrer Funktion waren die Bajonette als Verlängerung des Gewehres gedacht um Kavallerie zu bekämpfen. Im Nahkampf brauchte man hingegen eine handliche Waffe. Aufgrund dieser Erfahrungen entstand das clou français. Eine Vielzahl dieser einfachen Waffen wurde in diversen Ausführungen in kleinen Manufakturen von Schmieden hergestellt. Als Grundlage dienten Stacheldrahthalter, diese bestanden aus Stahlstäben. Unter Erhitzung ergänzte man einen Griff und versah sie mit einer Spitze. Die sehr einfache Waffe galt als Notlösung und wurde ab 1916 durch das neu entwickelte Couteau Poignard Mle 1916 abgelöst.